# Black (hästfärg)

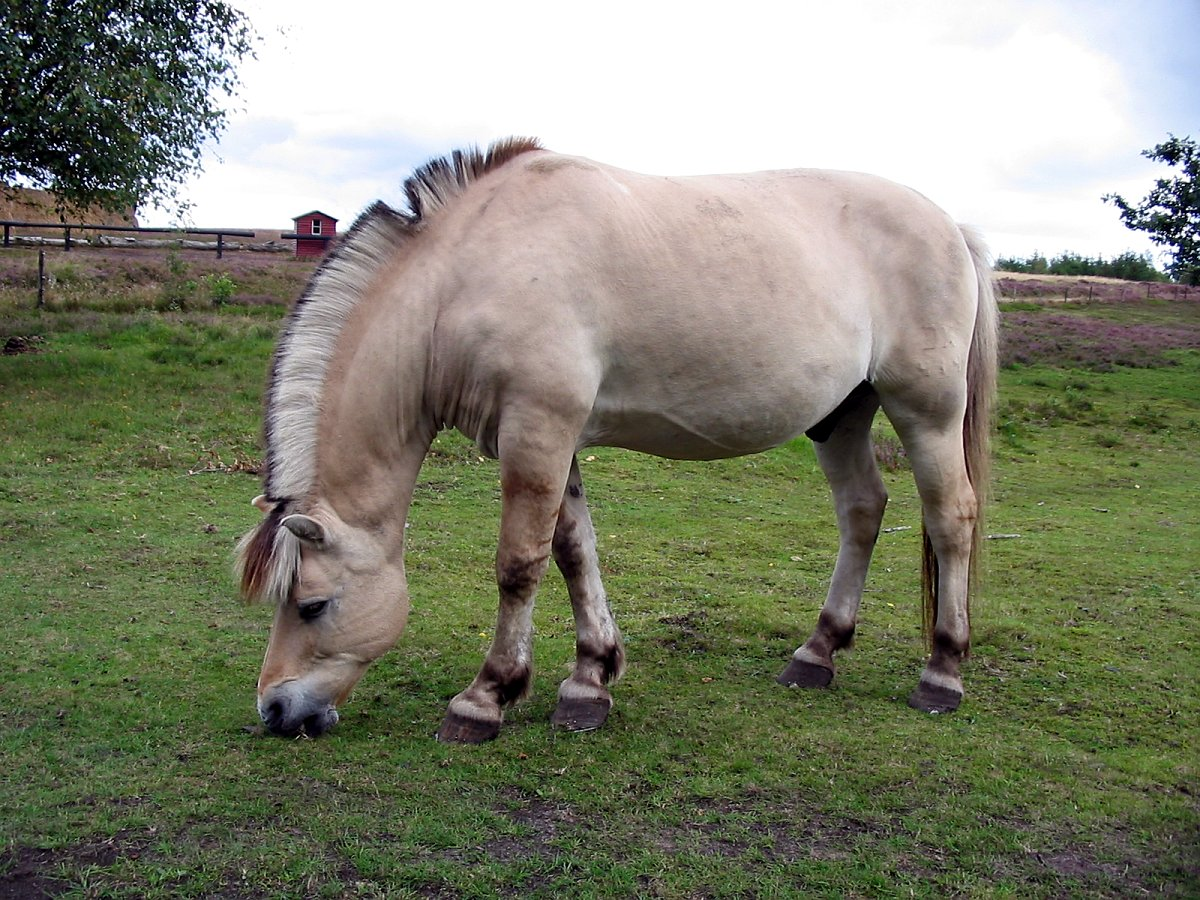

Black är en hästfärg som är en viltfärg, det vill säga en färg som var vanlig hos vildhästar och hästens förfäder. Färgen förekommer hos hästar än idag och är vanlig hos till exempel Fjordhästar, Kigermustanger eller Konik som alltid är blacka.
Blacka hästar har en hårrem som är allt mellan ljust gul till mörkt gråsvart och alltid en mörkare ål längs ryggen.
Blacka hästar kan ha smala zebraliknande ränder i pannan och på benen, mörka ansikten, mörk skuggning över skuldrorna, "fiskben" som sticker ut från ålen, mörka öronbräm eller vitt längst ut på öronspetsarna.

## Typer av blackar
Black kan baseras på nästan vilken färg som helst, men de vanligaste är brun, fux och rapp, som respektive ger färgerna: brunblack, rödblack och gråblack.
Brunblack
Brunblack är den klassiska blackfärgen och kan variera från sandig gul till rödbrun. Brunblacka hästar har ofta primitiva tecken så som ål, mörk man och svans, mörkare huvud och zebratecken på benen.
Brunblack kallas ibland felaktigt för gulblack, men det finns ingen färg som heter gulblack på svenska. 

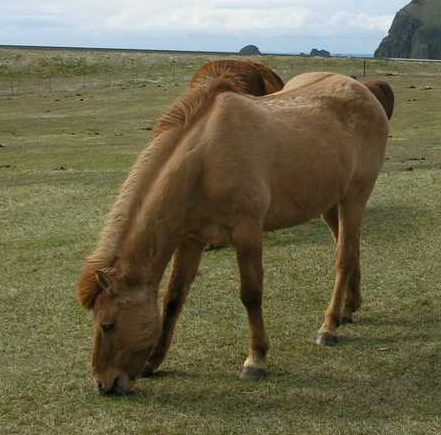
Rödblack
Rödblacka hästar utmärks av att de inte har några svarta tecken, eftersom de helt saknar svart pigment. De primitiva tecknen är istället ett par nyanser mörkare rött än vad själva pälsfärgen är.

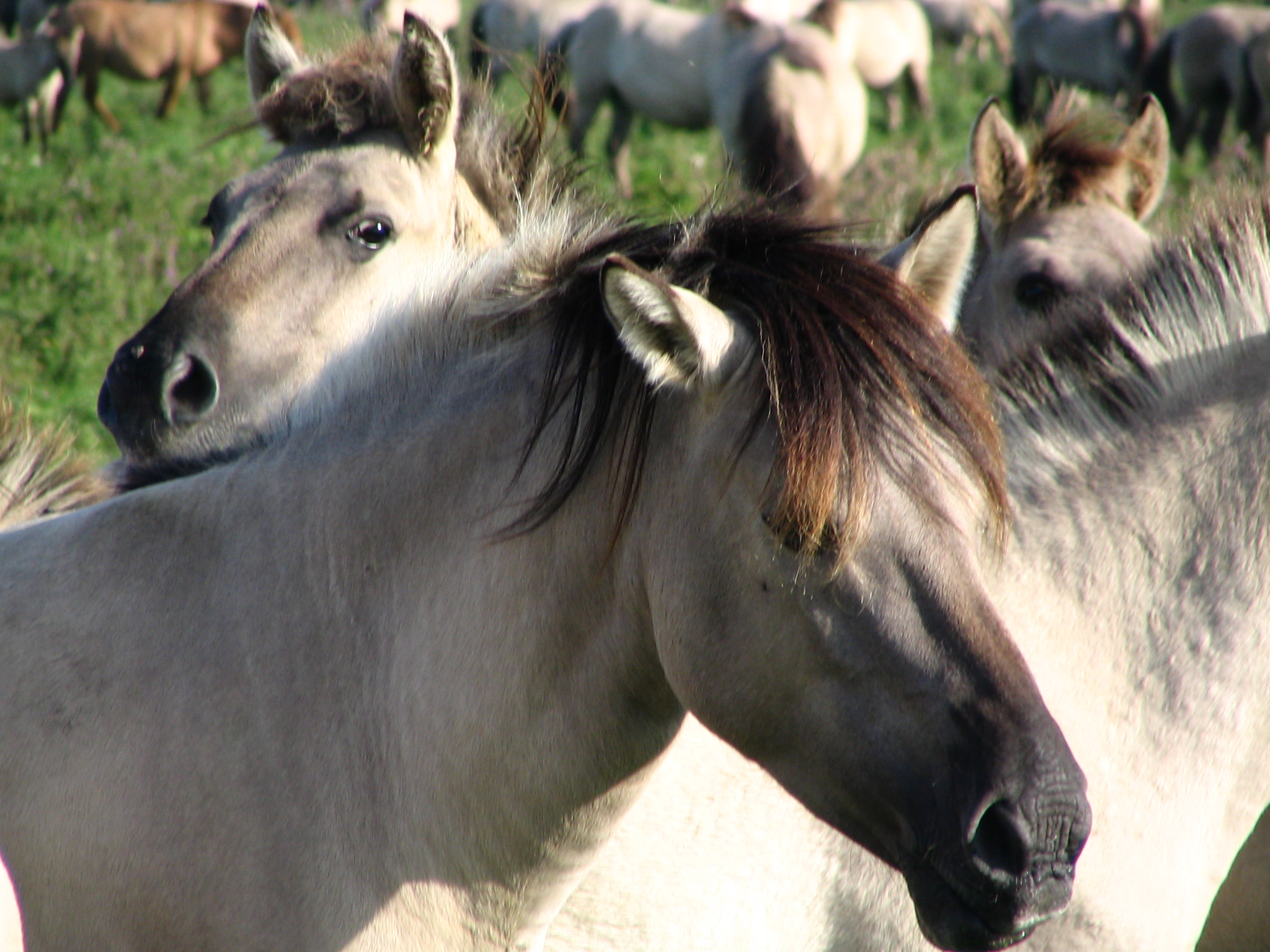
Musblack
Musblack kännetecknas av tangrå eller musfärgad päls. Ofta förekommer svarta tvärgående streck över manke och kors (fiskben) samt svarta ränder på underbenen (zebratecken). Även andra primitiva tecken så som ål, svarta örontoppar, ljusare ringar runt ögonen, mörkare nyans på huvudet och mörk man och svans är vanligt. Hos musblacka hästar är varje hårstrå råttfärgat, till skillnad från en konstantskimmel som har av en blandning av mörka och ljusa hår.
Inom den amerikanska engelskan heter färgen  "grulla" och härstammar ifrån det spanska ordet "grulla", som hänvisar till en grå trana (fågel). På grund av det spanska ursprunget till namnet, hänvisas ibland felaktigt till ett ston som grulla (uttal: grew-ya) och hingstar eller valacker som grullo (uttal: grew-yo). Grulla är dock ett substantiv och förekommer därmed inte i feminin och maskulin form. Korrekt är alltså att benämna både ston och hingstar/valacker som grulla på engelska.
Vitblack
Hästen är ljus, ibland nästan vit med svart ål och tecken. Det som får hästen att se så ljus ut är att den bär på två utspädningsgener, gulanlag och black. Grundfärgen är brun med gulanlag = gulbrun.
Isabellblack
Hästen är vit med ljus ål och tecken. Det som får hästen att se så ljus ut är att den bär på två utspädningsgener, gulanlag och black. Grundfärgen är fux med gulanlag = Isabell.

## Genetik
Blackfärgen (D) är en gen som förändrar en vanlig färg, till exempel brun, rapp, fux och så vidare. Genen bleker basfärgen och ger hästen ål, zebraränder, mörkt ansikte och så vidare. Blackfärgen är en dominant färg och kan inte ligga dold, har hästen blackgenen, så syns den.
Blacka färger bildas alltså genom ett samspel mellan olika gener:
Rödblack = fux bas + blackgen
Musblack = svart bas +blackgen
Brunblack = svart bas + agouti gen + blackgen
Isabellblack = fux bas + gul gen + blackgen
Vitblack = svart bas + agouti gen + gul gen + blackgen

## Kan blandas ihop med
- Bork är väldigt lik black, men utan de typiska black-tecknen (ål, zebraränder osv). Borka hästar kan ha motskuggning på ryggen som ser ut som en ål, vilket kan vara väldigt förvirrande, men en bork häst har aldrig zebraränder eller ljust hår i man och svans.
- Brun kan, som bork ha en falsk ål skapad av motskuggning.
- Stickelhårig har också mörkt huvud, men de vita håren är insprängda i den färgade pälsen, inte uniformt bleka, som hos black. Ingen ål, om inte motskuggning, och då inte på de vita områdena.